# Hypp
Hypp är ett norskt kortspel som spelas med den speciella dansk-norska gnav-kortleken och som är ett utpräglat hasardspel, där vinst och förlust helt och hållet är beroende av slumpen. 
Den deltagare som har rollen som bankir ger sig själv och de andra spelarna varsin kortbunt, vars understa kort sedan vänds upp. Bankiren jämför sitt uppvända kort med vart och ett av de andras och, beroende på vilket kort som är högst, inkasserar spelarnas insatser alternativt betalar ut vinster.